# Jesus Camp
Jesus Camp ist ein US-amerikanischer Dokumentarfilm von Rachel Grady und Heidi Ewing über ein Kindersommerlager der christlichen „charismatischen Bewegung“. Dort werden die Kinder dazu trainiert, sich dafür einzusetzen, die Vereinigten Staaten „für Jesus Christus zurückzugewinnen“.
Der Film wurde im September 2006 in den USA veröffentlicht und für die Oscarverleihung 2007 als Bester Dokumentarfilm nominiert. Im Ursprungsland löste er zahlreiche Diskussionen über die dargestellten Methoden der Charismatiker und die Objektivität der Produzenten aus. In Deutschland wurde der Film 2007 beim Internationalen Dokumentarfilmfestival München in der Originalsprache gezeigt, anschließend im Winter 2007/08 an etlichen Orten in deutscher Fassung im Rahmen der Filmreihe Über Morgen der Aktion Mensch/Die Gesellschafter. Die Erstausstrahlung im deutschsprachigen Fernsehen erfolgte am 19. Juni 2007 in einer gekürzten Fassung im ORF, synchronisiert von Sprechern des Österreichischen Fernsehens. Am 15. Oktober 2007 wurde der Film in deutscher Bearbeitung im WDR ausgestrahlt.

## Handlung
Jesus Camp ist eine Dokumentation über das charismatische Sommerlager Kids on Fire (deutsch: Entflammte Kinder) in Devil’s Lake, North Dakota, das von der Pastorin Becky Fischer geleitet und von Kids in Ministry International organisiert wird. In diesem Ferienlager werden Kinder charismatischer Christen im Grundschulalter dazu angeleitet, ihre „prophetische Gabe“ zu entdecken und zu stärken. Von der Pastorin werden sie in einer großen, schlichten Kirche dazu aufgefordert, sich von ihren Sünden zu „reinigen“ und sich ganz der Mission und der Verbreitung evangelikaler Lehren, zum Beispiel dem Intelligent Design und dem Verbot von Abtreibung, zu verschreiben. Die Kinder werden als „ausgewählte Generation“ bezeichnet, die Amerika wieder für Christus zurückerobern solle; daher sollen sie sich der „Army of God“ (Armee Gottes) anschließen. Durch die Rhetorik der Pastorin – außer ihr predigen vor den Kindern auch noch der „Prophet“ Lou Engle und der Prediger Ted Haggard – sowie den Einsatz von Musik, Tanz und PowerPoint-Präsentationen werden die Kinder animiert, mitzumachen. Diese beten und singen offensichtlich begeistert mit. Mehrmals ist zu sehen, wie eine Vielzahl der Kinder kollektiv in Tränen ausbricht oder in religiöser Ekstase „in Zungen“ betet. Becky Fischer macht deutlich, dass man sich als Christ auf die Erziehung der Kinder konzentrieren müsse, da es „der Feind“ schließlich auch tue.
Der Film begleitet schwerpunktmäßig drei Kinder, die am Lager teilnehmen. Alle drei sind fest von der Richtigkeit der Lehren überzeugt und engagieren sich dafür. Der Junge Levi wird, wie viele der Teilnehmer, von seinen Eltern zu Hause unterrichtet und lernt somit ausschließlich evangelikale Standpunkte. So wird ihm beispielsweise beigebracht, dass die Klimaerwärmung keine große Bedeutung haben könne, da sie nur wenige Grad betrage, und andere Probleme wichtiger seien. Levi hat selbst schon mehrfach gepredigt und will daher Prediger werden. Rachael verteilt regelmäßig kleine Broschüren an fremde Menschen in ihrer Umgebung, wenn sie fühlt, dass diese einer Bekehrung bedürfen. Spott von anderen Kindern ignoriert sie in der Überzeugung, dass nicht die Meinung der Menschen, sondern das Urteil Gottes über sie im Jüngsten Gericht entscheidend sei. Victoria (Tory) ist Mitglied einer Kindertanzgruppe, die mit martialisch anmutenden Auftritten in Pseudo-Militäruniformen für einen Kampf für den Evangelikalismus wirbt und damit offensichtlich besonders Kinder derselben Altersgruppe anspricht. Sie genießt das Tanzen, hört aber nur christliche Rockmusik und verachtet säkulare Künstler wie Britney Spears.
Die Produzenten des Dokumentarfilms verzichten völlig auf einen Kommentar oder Erzähler aus dem Off, lediglich kurze Angaben zu Personen oder Orten werden eingeblendet. Nur kurzzeitig wird einfache, bedrückende Filmmusik eingespielt und am Ende das Lied Spirit in the Sky. Die Handlung setzt sich aus Filmmaterial aus den Gottesdiensten, Szenen aus dem Alltagsleben der Porträtierten und Stellungnahmen von ihnen zusammen. Die einzigen kritischen Stimmen sind eingespielte Radiobeiträge, vor allem von Mike Papantonio, der auch in seinem Studio gefilmt wurde. Hintergrund der Radiodiskussionen war der Streit um die geplante Berufung eines sehr konservativen Richters an den Obersten Gerichtshof der Vereinigten Staaten durch Präsident George W. Bush, die von Evangelikalen unterstützt wurde und wegen der Papantonio an die Trennung von Religion und Staat erinnert.

## Kontroverse
Die Bilder des Films legen Vergleiche mit der religiösen Erziehung von Kindern in Teilen der islamischen Welt nahe, wo diese zu Gotteskriegern erzogen werden. Diesen Vergleich stellt auch Becky Fischer im Film an, allerdings als Rechtfertigung für ihre eigenen Methoden. Dass den Kindern eine Indoktrination zuteilwird, die ihnen kaum Raum zu freier Entscheidung lässt, wird von den Verantwortlichen nicht diskutiert.
Von den Produzenten wird der Anspruch erhoben, einen ehrlichen und vorurteilsfreien Film vorzulegen, der keinen vorgegebenen Standpunkt nahelegt. Von evangelikaler Seite wurde ihnen vorgeworfen, nur einen kleinen Aspekt des Evangelikalismus darzustellen und dadurch das Bild zu verzerren. Die Regisseure halten in einer Stellungnahme fest, dass lediglich Ted Haggard mit der Art und Weise seiner Darstellung unzufrieden war, und beanspruchen, alle Personen realistisch und wohlwollend dargestellt zu haben.
Michael Moore zeigte den Film auf seinem Traverse City Film Festival, obwohl der Filmverleih Magnolia Pictures dies nicht wünschte. Er befürchtete, dass der Film mit bestimmten Vorstellungen und Interessen assoziiert werde.